# Lachemilla columbiana
Lachemilla columbiana är en rosväxtart som beskrevs av Carl Lebrecht Udo Dammer. Lachemilla columbiana ingår i släktet Lachemilla och familjen rosväxter. Inga underarter finns listade i Catalogue of Life.